# Fuentes de Jiloca
Fuentes de Jiloca (aragónul Fuents de Xiloca) település Spanyolországban,  Zaragoza tartományban. Fuentes de Jiloca Acered, Alarba, Morata de Jiloca, Mara, Miedes de Aragón és Montón községekkel határos. Lakosainak száma 209 fő (2024).

## Népesség
A település népessége az utóbbi években az alábbiak szerint változott:
| Lakosok száma | 344  | 308  | 284  | 282  | 280  | 243  | 245  | 231  | 208  | 209  |
|               | 2001 | 2004 | 2007 | 2009 | 2012 | 2014 | 2017 | 2019 | 2022 | 2024 |